# レオ・モーター・カー・カンパニー

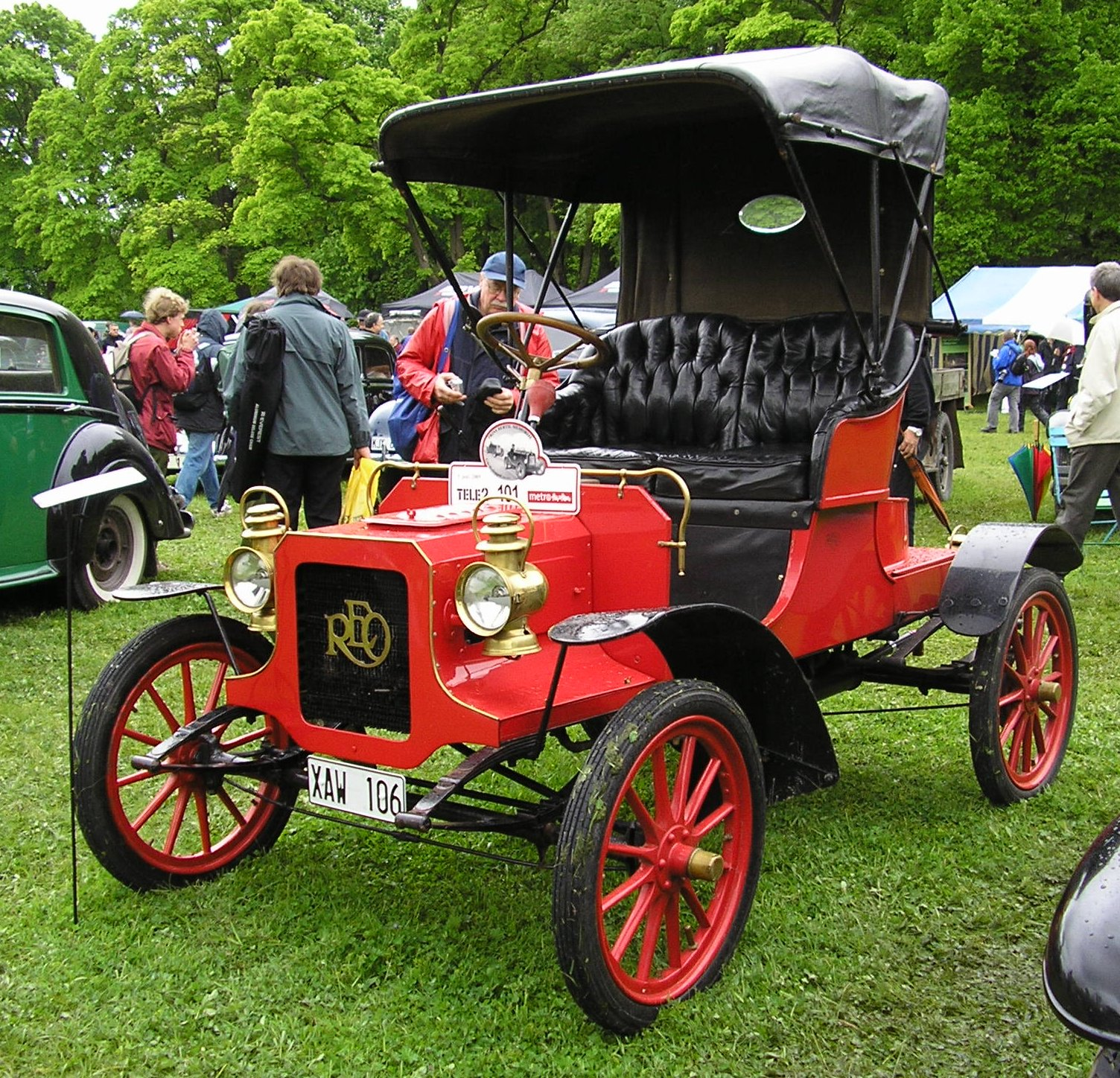
1906 REO Runabout in 2005

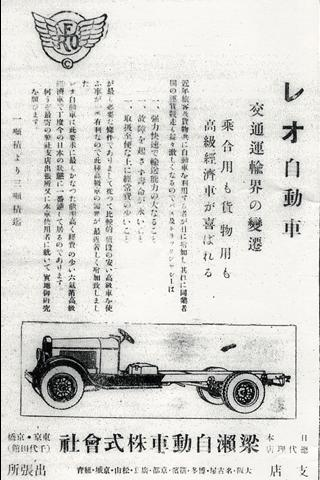
梁瀬自動車株式会社によるレオ自動車の広告：1929年

レオ・モーター・カー・カンパニー（REO Motor Car Company ）は、米国ミシガン州ランシングで1905年に生産開始し、1975年に事業を終了した米国の自動車およびトラック製造会社。トラック・プラットフォームを利用したバスも製作していた。
レオはランサム・E・オールズが1904年8月に創業。オールズは株の52パーセントを持ち、社長とゼネラル・マネージャーを兼任した。部品供給を確実にするために、オールズはナショナル・オイル・カンパニー、ミシガン・スクリュー・カンパニー、アトラス・ドロップ・フォージ・カンパニーなどの子会社群も形成した。
会社名は大文字でREOとつづられ「アール・イー・オー」とよみ、最初の文字だけ大文字でReoともつづられこのときは「レオ」とよばれた。会社の発行物でも初期のものはREO、後期にはReoと使われた。

## 初期のREOの生産

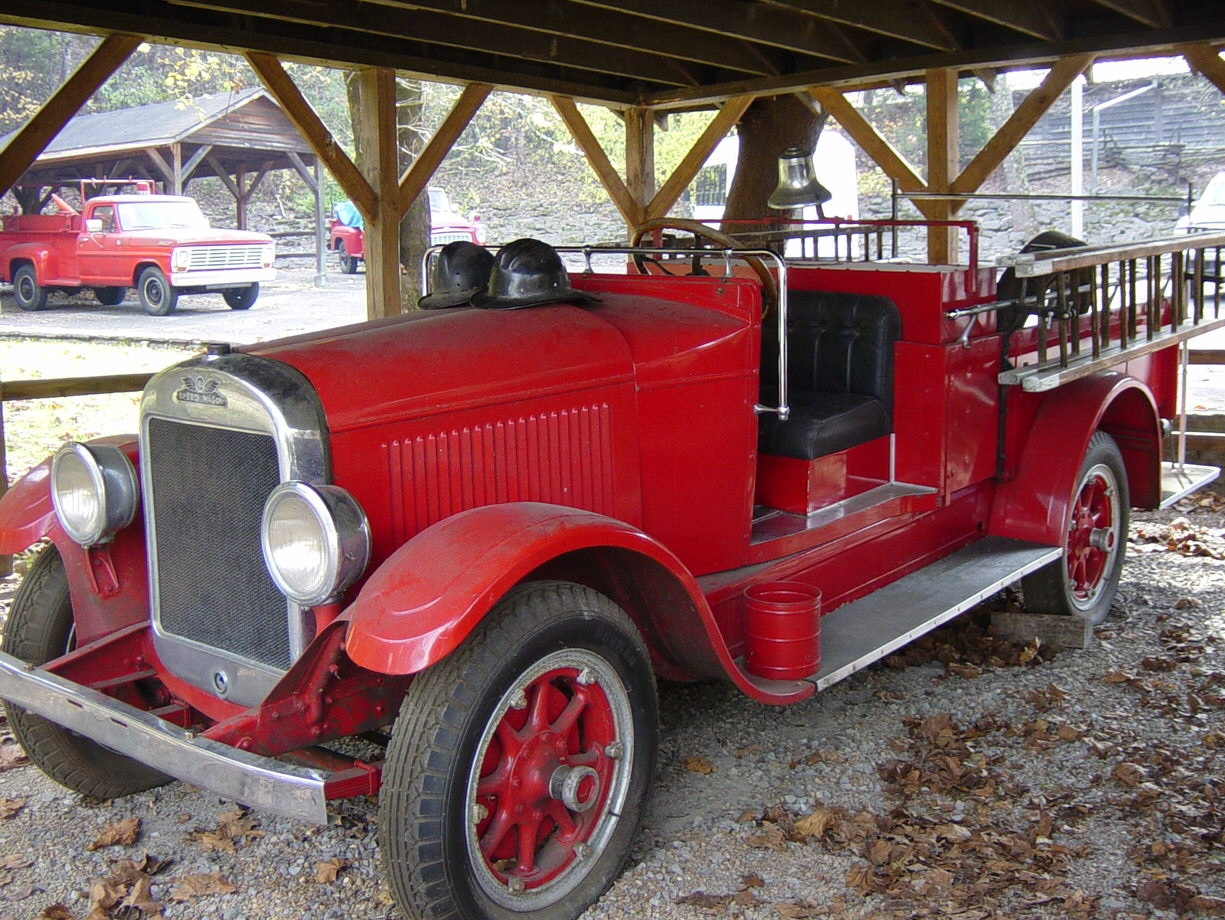
REOスピードワゴン（ジャックダニエルの消防車）

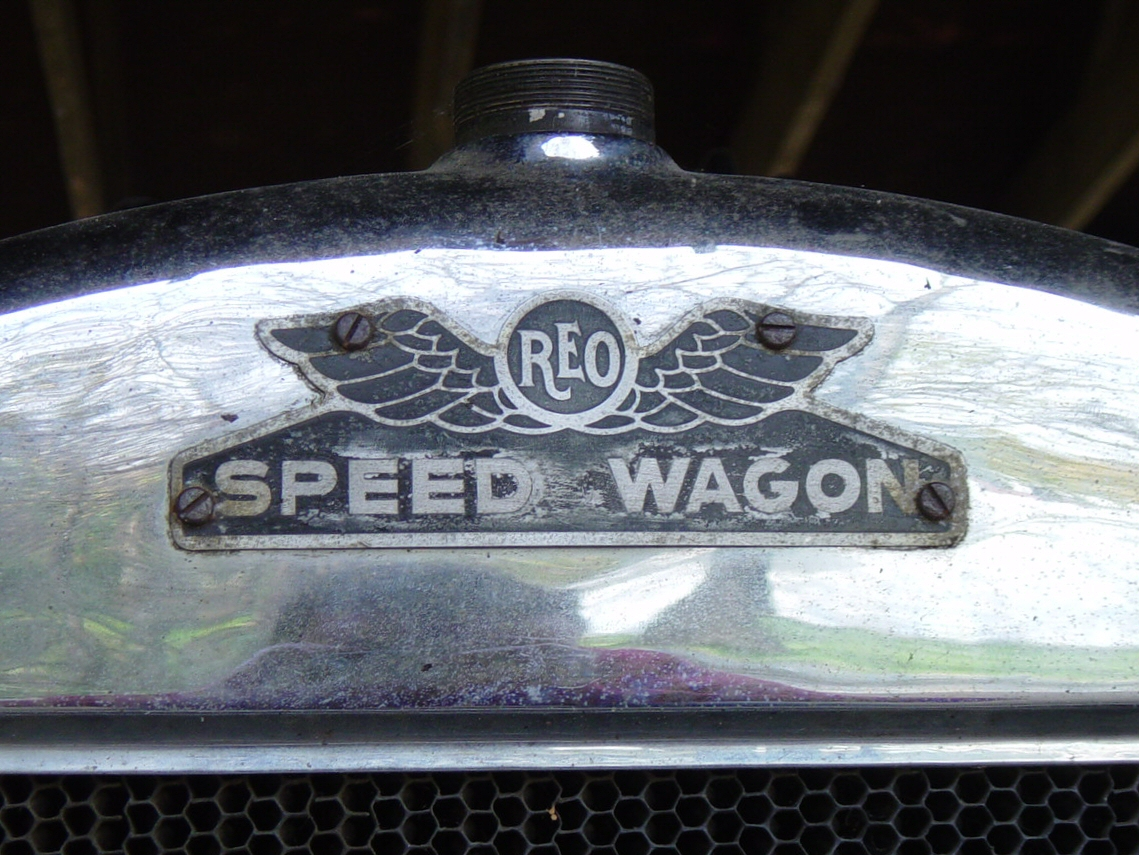
REOスピードワゴン

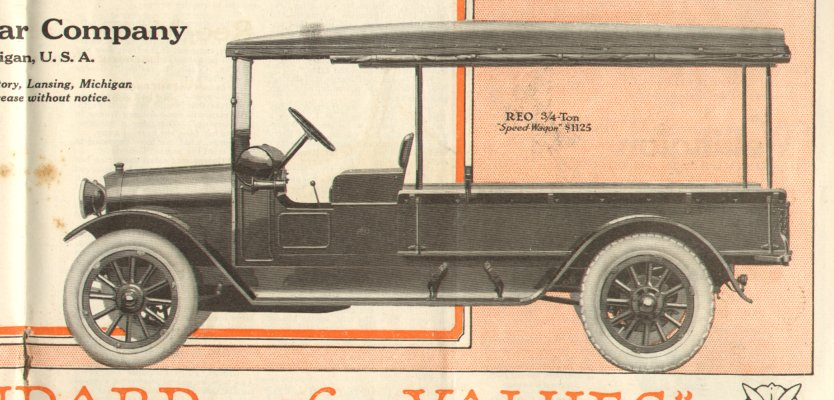
1917年REOスピードワゴン

レオ(REO)が自動車を生産していたのは1905年から1936年。その中には有名なREOスピードワゴン（アール・イー・オー・スピードワゴン）がある。これはピックアップ・トラックの祖先にあたる。

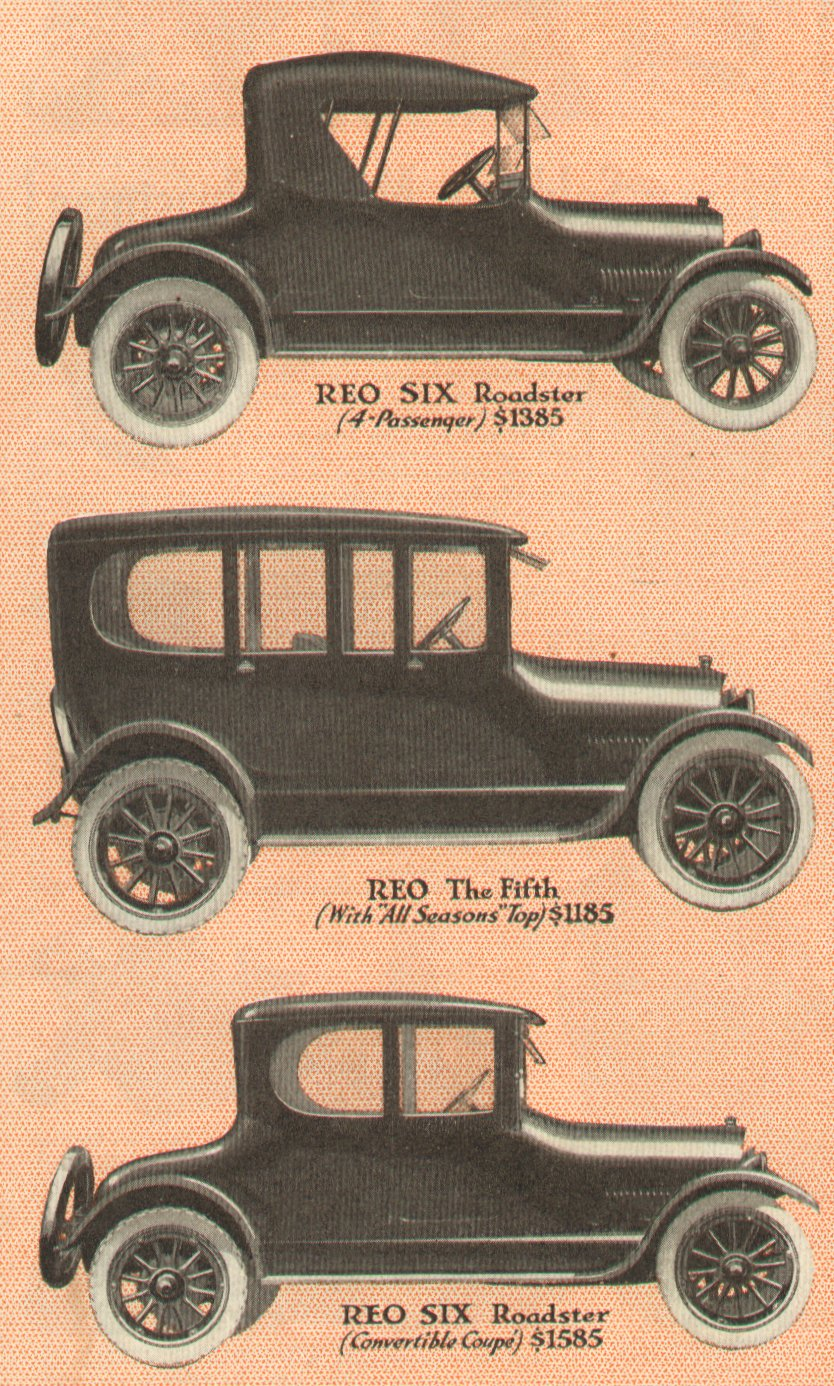
REO社の1917年の乗用車シリーズの一部

1907年にレオは3,967台を販売し米国の自動車販売の第3位 に位置し、その売上は400万米ドルを記録し四大自動車製造会社の一角を占めていた。(販売台数1位はフォード14,887台、2位はビュイック4,641台で、前年1906年のキャディラックとランブラーは順位を下げた。1904年にオールズが抜けたオールズモビルはカーブドダッシュのおかげで1903年から1905年まで1位だった。)　オールズのデザインする自動車は進歩していたにもかかわらず、1908年以降レオのシェアは減り続ける。1910年代はフォード、ウィリス＝オーバーランド、GMの寡占化、さらに1920年代にはフォードとGMが人気を得て2大会社となっていったことがその理由の一つだった。(GMは現在のGMの前身にあたる企業として1908年に買収したビュイックをベースに結成され、すぐにオールズモビル、キャディラック、オークランド(ポンティアック)をも吸収している。)
1910年にレオは新たにトラック製造部門を設けると同時にとカナダのオンタリオ州セント・キャサリンズに自動車工場を建設する。1915年にオールズは信頼を置いていたリチャード・H・スコットにゼネラル・マネージャー職を譲り、さらに8年後、社長職も放棄し名誉職である取締役会長のみとなった。
レオの有名なエピソードとしては、1912年のカナダ横断があげられる。ノバ・スコッティア州ハリファックスからブリティッシュコロンビア州バンクーバーまでの4,176マイルをレオのスペシャル・ツーリングカーで、メカニック兼ドライバーのフォンス・V・(ジャック)・ヘイニーとジャーナリストのトマス・W・ウィルビーが初のカナダ横断を遂げたことである。(オールズは1903年のアメリカ初の横断ではスタートで遅れをとってしまっていた。)
1915年から1925年までは、スコットの指揮下、レオは収益黒字を維持していた。しかし、1925年になると、スコットが野心的な拡張を計画する。それは、より競争力ある会社となるため、他メーカーとは異なる価格帯で自動車を販売するというものだった。この計画は失敗し、さらに大恐慌が追い討ちをかけた。1930年代から1940年代にかけて、それまで増加一方だった米国自動車生産台数が減少に転じ、1933年が最も減少した年となった。幅広い車種構成を維持していたGMやクライスラーは打撃がすくなかったが、フォードでさえも以前の生産の半分となっていた。1933年には不況のピークとなり、減った市場の9割をビッグ3が確保してしまい、その他の会社は残りの1割を取り合うこととなった。引退していたオールズも1933年に復帰しレオ経営に乗り出す。しかし1934年には辞任してしまった。1936年レオは乗用車生産から撤退し、トラックに集中することとなった。

## 代表的な乗用車
レオの記憶に残る乗用車は1927年に登場した「レオ フライング クラウド」と1931年の「レオ ロワイヤル エイト」である。

### レオ フライング クラウド
1920年代は、小説の世界でスコット・フィッツジェラルドが世間を風靡した。自動車業界では、1923年にネッド・ジョーダンがジョーダン・プレイボーイ車の宣伝のキャッチコピー『ララミーの西のどこかで("Somewhere West of Laramie")』で、休むことを知らない「失われた世代」の時流を捕らえ、その後の広告業界の考え方を変えた男とよばれるようになる。「フライング クラウド」は、同様のことを「その車名」で呼び起こした。「フライング クラウド」という車名は、それを聞いた人々に「スピードと軽さ」を思い起こさせた。それまでの車にはなかったもので、自動車業界が以降の車名のつけ方を変える、その端緒(たんちょ)となった画期的な車名だった。フォードがやっとT型を終了する頃で次の車種は「A型」だった時代である。スタイリングは、ファビオ・セガルディが手がけていた。絶対的な市場シェアの低さから1936年にはレオが乗用車生産から撤退し「フライング クラウド」も終了した。
また「フライング クラウド」は、飛行機で有名となるロッキード兄弟の一人マルコム・ロッキードが発明した内部拡張式(内拡式)ブレーキ("internal expanding brake system")を装備した車だった。(ロッキード式の初の使用は1921年のデューセンバーグA型。内部型のドラムブレーキの米国初は1902年にオールズ自身が、ビクトリアタイプのホースレスキャリッジですでにおこなっていた。これはスチール・バンドでドラムの外周を締め付ける外部収縮式だった。)

### レオ ロワイヤル
1931年のレオの「ロワイヤル」はその流線型のデザインが米国市場で本格的に流行するきっかけとなっている。「ロワイヤル」は1935年まで製造された。スタンダード・カタログ・オブ・アメリカン・カーの編集長をしていたビバリー・カイムズが「ロワイヤル」を『レオの中でも一番ファビュラス(素晴らしい)』と賞賛した。これは、マーレイ(Murray)がコーチワークをおこない、エンジンは125hp直列8気筒。スムーズなエンジンとするためクランクシャフトはベアリングが9個も使用され、ダッシュボードからのスイッチ操作で必要な注油が完了する「ワンショット＝ルブリケーション(集中注油)」による保守性のよさ、温度調節付きラジエター開閉器が装備されていた。シャーシのホイルベースは131インチと135インチの2種類だったが、1932年のカスタム・バージョンだけは152インチあった。「ロワイヤル」ではセミオートマチックトランスミッションを搭載する試みもおこなった。(英語版Wikipediaen:REO Motor Car Companyにロワイヤルの画像あり)

## 乗用車以降
第二次世界大戦のトラック需要により、レオは生きながらえることができたが、戦後になると経営は再び不安定となる。1954年、会社はデトロイトのボーン・アルミニウム・アンド・ブラス・カンパニーに売却され、1957年にはホワイト・モーターの子会社となった。ホワイト社はその後、1967年にレオをダイアモンドTモーターと合併させ、ダイヤモンド・レオ・トラック・インクとした。1975年にこの会社は経営破綻（はたん）し解散した。
一方、1930年に再編された会社の外枠は、経営破綻後、自動車製造を終了し、幾度かの変遷をたどり、シンチグラフィ(放射線診断学)事業やプレハブ事業をおこなった。現在、さらに変身し、鉄鋼会社のニューコア(en:Nucor)社となって続いている。

## 製品
バス
- 96HTD
- Wシリーズ

## 顧客
トロント交通局など。

## 日本での販売
- ヤナセが輸入販売した。

## トリビア
1971年にデビューしたアメリカのロックバンド・REOスピードワゴンはレオのREOスピード・ワゴンから名を得た。このバンドの名は日本の漫画『ジョジョの奇妙な冒険』（荒木飛呂彦著）のキャラクター・ロバート・E・O・スピードワゴンの名の由来となる。さらにそのキャラクターの名前を自らの名としたのが日本のお笑いコンビ・スピードワゴンだった。

## 参考
1. ↑  100 Years of The Automobile in America - Automobive News 1998